# Baccarat
Baccarat je město na severovýchodě Francie, v regionu Grand Est, v departementu Meurthe-et-Moselle. V místním nářečí se nazývá Bocorrot, obyvatelé pak Bachamois. Žije zde přibližně 4 100 obyvatel.
Ve městě byly založeny sklárny Baccarat, které se dnes řadí mezi přední luxusní francouzské značky.

## Historie
Baccarat byl původně předměstím města Deneuvre, které má římské základy. Jméno Baccarat snad pochází z výrazu Bachi-ara („Bakchův oltář“), názvu římského kastelu, z něhož lze spatřit pozůstatky zvané Tour du Bacha („Bakchova věž“).
Obec náležela biskupům z Met. V roce 1305 Henri, první pan de Blâmont z rodiny Salmů, jim věnuje Deneuvre, a pro zajištění jejich bezpečnosti staví věž opevnění. Na jejím úpatí vzniká předměstí – to je počátek Baccaratu (psáno také Bacquarat, Bakarroit, Beckarrat, Backarrat).
Ludvík XV. povolil v roce 1764 založení sklárny; primárním účelem bylo zajistit biskupům z Metz zvýšení odbytu významné místní produkce palivového dříví. Sklárna posléze získala světové uznání pod značkou Baccarat, proslavila se hlavně křišťálovými lustry a křišťálovým stolním nádobím.
Před 1. světovou válkou ubytovává město vojenské oddíly v kasárnách Haxo, kde některé jednotky přebývají dodnes.
22. února 2003 byl Baccarat zasažen zemětřesením.

## Geografie
Obec o rozloze katastru 14 km² se nachází 50 km na jihovýchod od Nancy v údolí řeky Meurthe, mezi rovinou Deneuvre a zalesněnými kopci Grammont.

## Demografie
Počet obyvatel